# Eleição municipal de Araraquara em 2020
A eleição municipal de Araraquara em 2020 foi o 18.º pleito eleitoral realizado na história do município. Foi disputada em turno único, dado que Araraquara por não ter 200 000 eleitores registrados e aptos ao voto, não atende ao critério eleitoral definido pelo inciso II do artigo n.º 29 da Constituição Federal para a realização de um 2.º turno caso nenhum dos candidatos a prefeito alcance maioria absoluta dos votos. Neste caso, o(a) vencedor(a) é escolhido por maioria simples.
Originalmente prevista para ocorrer em 4 de outubro, sua realização foi adiada para 15 de novembro após determinação da Emenda Constitucional n.º 107/2020, aprovada pelo Congresso Nacional e sancionada pelo presidente da República à época Jair Bolsonaro (PSL), em razão do agravamento da pandemia de COVID-19 no Brasil.
Segundo dados do Tribunal Superior Eleitoral, 177 682 eleitores compunham o eleitorado araraquarense apto a eleger 1 prefeito, 1 vice–prefeito e 18 vereadores para a Câmara Municipal em 2020.

## Candidaturas oficiais
| Candidaturas deferidas pelo TSE para a disputa eleitoral | Candidaturas deferidas pelo TSE para a disputa eleitoral | Candidaturas deferidas pelo TSE para a disputa eleitoral | Candidaturas deferidas pelo TSE para a disputa eleitoral | Candidaturas deferidas pelo TSE para a disputa eleitoral | Candidaturas deferidas pelo TSE para a disputa eleitoral | Candidaturas deferidas pelo TSE para a disputa eleitoral                           | Candidaturas deferidas pelo TSE para a disputa eleitoral |
| N.º                                                      | N.º                                                      | Candidato(a) a prefeito(a)                               | Candidato(a) a prefeito(a)                               | Candidato(a) a vice-prefeito(a)                          | Candidato(a) a vice-prefeito(a)                          | Coligação                                                                          | Situação                                                 |
| -------------------------------------------------------- | -------------------------------------------------------- | -------------------------------------------------------- | -------------------------------------------------------- | -------------------------------------------------------- | -------------------------------------------------------- | ---------------------------------------------------------------------------------- | -------------------------------------------------------- |
|                                                          | 10                                                       |                                                          | Coronel Adalberto (PRB)                                  |                                                          | Marcelo Lopes (PRB)                                      | partido isolado                                                                    | Não eleito                                               |
|                                                          | 13                                                       |                                                          | Edinho Silva (PT)                                        |                                                          | Damiano Neto (PT)                                        | Cuidando de Araraquara PT / Progressistas / PSC / PL / PSD / PCdoB / Solidariedade | Eleito                                                   |
|                                                          | 14                                                       |                                                          | Fernando Fraga (PTB)                                     |                                                          | Doutor Herivelto (PTB)                                   | partido isolado                                                                    | Não eleito                                               |
|                                                          | 17                                                       |                                                          | Professor Coca Ferraz (PSL)                              |                                                          | Jair Martinelli (PSL)                                    | Coligação Sol PSL / MDB / Cidadania / DEM / PSDB / AVANTE                          | Não eleito                                               |
|                                                          | 28                                                       |                                                          | Rodrigo Ribeiro (PRTB)                                   |                                                          | Doutor Fábio de Santi (PRTB)                             | partido isolado                                                                    | Não eleito                                               |
|                                                          | 29                                                       |                                                          | Tiago Pires (PCO)                                        |                                                          | Jurandyr Carneiro (PCO)                                  | partido isolado                                                                    | Não eleito                                               |
|                                                          | 40                                                       |                                                          | Nino Mengatti (PSB)                                      |                                                          | Pedro Baptistini (PSB)                                   | Tempo de fazer mais e melhor PSB / PDT / REDE / PV                                 | Não eleito                                               |
|                                                          | 50                                                       |                                                          | Célio Peliciari (PSOL)                                   |                                                          | Eudes Melo (PSOL)                                        | partido isolado                                                                    | Não eleito                                               |
|                                                          | 51                                                       |                                                          | Doutor Lapena (Patriota)                                 |                                                          | Coronel Prado (Patriota)                                 | Endireita Araraquara Patriota / PODE                                               | Não eleito                                               |

## Contas de campanha
O candidato com maior receita é Edinho Silva (PT) com R$ 1.650.248,08; seguido por Cel. Adalberto (Republicanos) com R$ 223.000,00; Coca (PSL) R$ 215.400,00; Dr. Lapena (Patriota) R$ 165.290,50; Nino Mengatti (PSB) com R$ 111.250,00; Padre Fernando (PTB) R$ 32.970,00; Celio Peliciari (PSOL) R$ 10.934,99; Rodrigo Ribeiro (PRTB) R$ 10.184,00 e Tiago Pires (PCO) R$ 1.000,00.

## Pesquisas eleitorais
| Data de realização            | Data de divulgação    | Instituto de pesquisa | Número de registro no TRE | Contratante        | Entrevistados | Margem de erro | Candidatos        | Candidatos               | Candidatos                  | Candidatos                       | Candidatos             | Candidatos             | Candidatos          | Candidatos           | Candidatos        | Brancos/ Nulos | Não sabe/Não respondeu |
| Data de realização            | Data de divulgação    | Instituto de pesquisa | Número de registro no TRE | Contratante        | Entrevistados | Margem de erro | Edinho Silva (PT) | Doutor Lapena (Patriota) | Professor Coca Ferraz (PSL) | Coronel Adalberto (Republicanos) | Rodrigo Ribeiro (PRTB) | Celio Peliciari (PSOL) | Nino Mengatti (PSB) | Fernando Fraga (PTB) | Tiago Pires (PCO) | Brancos/ Nulos | Não sabe/Não respondeu |
| ----------------------------- | --------------------- | --------------------- | ------------------------- | ------------------ | ------------- | -------------- | ----------------- | ------------------------ | --------------------------- | -------------------------------- | ---------------------- | ---------------------- | ------------------- | -------------------- | ----------------- | -------------- | ---------------------- |
| 16 a 18 de outubro            | 27 de outubro de 2020 | Engracia Garcia       | SP–06573/2020             | Marzo Comunicações | 400           | 5%             | 40%               | 9%                       | 11%                         | 3%                               | 1%                     | Não pontuou            | Não pontuou         | Não pontuou          | Não pontuou       | 9%             | 27%                    |
| 31 de outubro a 1 de novembro | 7 de novembro de 2020 | DataPress             | SP–08461/2020             | O Imparcial        | 601           | 4%             | 46%               | 13%                      | 6%                          | 2%                               | 1%                     | 2%                     | 1%                  | Não pontuou          | Não pontuou       | 14%            | 15%                    |

## Debates eleitorais
No domingo, dia 1º de novembro de 2020, a TV Clube Band, realizou o primeiro encontro entre os candidatos a prefeitura de Araraquara em seus estúdios de São Carlos, exibindo o debate a partir das 20h para 82 cidades de sua área de cobertura, foram convidados a participar 7 dos 9 candidatos na disputa, os candidatos do PRTB, Rodrigo Ribeiro, e do PCO, Tiago Pires, não foram convidados para o debate, pois os seus respectivos partidos não superaram a cláusula de barreira de ter no mínimo 10 deputados federais eleitos em 2018.
Na terça-feira, dia 3 de novembro, o jornal A Cidade realizou um debate no Centro Internacional de Convenção de Araraquara, com a presença dos 6 primeiros candidatos colocados segundo a tabela de representatividade dos partidos no Congresso Nacional. Os candidatos Celio Peliciari (PSOL), Rodrigo Ribeiro (PRTB) e Tiago Pires (PCO) não foram convidados.
| Data de realização    | Organizador do debate | Mediador do debate   | Edinho Silva (PT) | Doutor Lapena (Patriota) | Professor Coca Ferraz (PSL) | Coronel Adalberto (Republicanos) | Nino Mengatti (PSB) | Celio Peliciari (PSOL) | Rodrigo Ribeiro (PRTB) | Fernando Fraga (PTB) | Tiago Pires (PCO) |
| --------------------- | --------------------- | -------------------- | ----------------- | ------------------------ | --------------------------- | -------------------------------- | ------------------- | ---------------------- | ---------------------- | -------------------- | ----------------- |
| 1 de novembro de 2020 | TV Clube Band         | André Costa          | Presente          | Presente                 | Presente                    | Presente                         | Presente            | Presente               | Não foi convidado      | Presente             | Não foi convidado |
| 3 de novembro de 2020 | A Cidade              | Rafael Cristofoletti | Presente          | Presente                 | Presente                    | Presente                         | Presente            | Não foi convidado      | Não foi convidado      | Presente             | Não foi convidado |

## Resultados eleitorais

### Poder Executivo
Confirmando o favoritismo apontado pelas pesquisas eleitorais, o então prefeito em exercício Edinho Silva (PT) reelegeu-se com tranquilidade após conquistar 48 405 votos, o equivalente a 46,09% dos votos válidos. Seu 4.º mandato, sendo o 2.º de forma consecutiva à frente do Poder Executivo municipal, iniciou-se em 1 de janeiro de 2021 e concluiu-se em 31 de dezembro de 2024.
| Candidatos a prefeito(a)   | Candidatos a prefeito(a)         | Candidatos a vice-prefeito(a) | Votação | Votação     |
| Candidatos a prefeito(a)   | Candidatos a prefeito(a)         | Candidatos a vice-prefeito(a) | Total   | Porcentagem |
| -------------------------- | -------------------------------- | ----------------------------- | ------- | ----------- |
|                            | Edinho Silva (PT)                | Damiano Neto (PT)             | 48 405  | 46,09%      |
|                            | Doutor Lapena (Patriota)         | Coronel Prado (Patriota)      | 37 774  | 35,97%      |
|                            | Professor Coca Ferraz (PSL)      | Jair Martinelli (PSL)         | 8 033   | 7,65%       |
|                            | Coronel Adalberto (Republicanos) | Marcelo Lopes (Republicanos)  | 3 102   | 2,95%       |
|                            | Nino Mengatti (PSB)              | Pedro Baptistini (PSB)        | 2 803   | 2,67%       |
|                            | Célio Peliciari (PSOL)           | Eudes Melo (PSOL)             | 2 391   | 2,28%       |
|                            | Rodrigo Ribeiro (PRTB)           | Doutor Fábio de Santi (PRTB)  | 1 663   | 1,58%       |
|                            | Fernando Fraga (PTB)             | Doutor Herivelto (PTB)        | 741     | 0,71%       |
|                            | Tiago Pires (PCO)                | Jurandyr Carneiro (PCO)       | 113     | 0,10%       |
| Total de votos válidos     | Total de votos válidos           | Total de votos válidos        | 105 025 | 105 025     |
| Votos apurados             |                                  |                               |         |             |
| Votos válidos              | Votos válidos                    | Votos válidos                 | 105 025 | 85,83%      |
| Votos em branco            | Votos em branco                  | Votos em branco               | 6 161   | 5,04%       |
| Votos nulos                | Votos nulos                      | Votos nulos                   | 11 170  | 9,13%       |
| Total de votos apurados    | Total de votos apurados          | Total de votos apurados       | 122 356 | 122 356     |
| Participação do eleitorado |                                  |                               |         |             |
| Comparecimentos            | Comparecimentos                  | Comparecimentos               | 122 356 | 68,86%      |
| Abstenções                 | Abstenções                       | Abstenções                    | 55 326  | 31,14%      |
| Total de eleitores aptos   | Total de eleitores aptos         | Total de eleitores aptos      | 177 862 | 177 862     |
| Fonte: g1                  |                                  |                               |         |             |

### Poder Legislativo
No sistema proporcional, pelo qual são eleitos os vereadores, o voto dado a um candidato é primeiro considerado para o partido ao qual ele é filiado. O total de votos de um partido é que define quantas cadeiras ele terá. Definidas as cadeiras, os candidatos mais votados do partido são chamados a ocupá-las. Abaixo encontram-se os candidatos a vereador eleitos, reeleitos e os que ficaram como suplentes para a 18.ª legislatura, iniciada em 1 de janeiro de 2021 e concluída em 31 de dezembro de 2024.
A partir dessa eleição passou a vigorar as novas regras do processo eleitoral contidas na Emenda Constitucional n.º 97/2017, que determinou o fim das coligações partidárias nos pleitos para cargos proporcionais (vereadores, deputados estaduais e distritais e deputados federais). Desse modo, pela primeira vez nas eleições municipais de 2020, os candidatos a vereador somente poderão disputar o cargo por meio de chapa única dentro do partido pelo qual estão filiados.
| N.º   | Candidato(a)                  | Partido político | Votos obtidos | Porcentagem | Situação      |
| ----- | ----------------------------- | ---------------- | ------------- | ----------- | ------------- |
| 13016 | Thainara Faria                | PT               | 1 838         | 1,76%       | Reeleito(a)   |
| 15600 | Gerson da Farmácia            | MDB              | 1 729         | 1,66%       | Reeleito(a)   |
| 45777 | Rafael de Angeli              | PSDB             | 1 559         | 1,50%       | Reeleito(a)   |
| 51444 | Carlão do Jóia                | Patriota         | 1 389         | 1,33%       | Eleito(a)     |
| 11456 | Emanoel Sponton               | Progressistas    | 1 388         | 1,33%       | Eleito(a)     |
| 10123 | Pastor Hugo                   | Republicanos     | 1 316         | 1,26%       | Eleito(a)     |
| 12122 | Luna Meyer                    | PDT              | 1 264         | 1,21%       | Eleito(a)     |
| 15800 | Aluísio Boi                   | MDB              | 1 247         | 1,20%       | Eleito(a)     |
| 45345 | João Clemente                 | PSDB             | 1 127         | 1,08%       | Eleito(a)     |
| 13121 | Filipa Brunelli               | PT               | 1 119         | 1,07%       | Eleito(a)     |
| 65000 | Guilherme Bianco              | PCdoB            | 1 065         | 1,02%       | Eleito(a)     |
| 23888 | Edson Hel                     | Cidadania        | 1 039         | 1,00%       | Reeleito(a)   |
| 23190 | Policial Silmara de Madureira | Cidadania        | 1 036         | 0,99%       | Suplente      |
| 51000 | Marchese da Rádio             | Patriota         | 1 010         | 0,97%       | Eleito(a)     |
| 11000 | Michel Kary                   | Progressistas    | 1 000         | 0,96%       | Suplente      |
| 45050 | Jéferson Yashuda              | PSDB             | 981           | 0,94%       | Suplente      |
| 13600 | Paulo Landim                  | PT               | 979           | 0,94%       | Reeleito(a)   |
| 45000 | Edna Martins                  | PSDB             | 959           | 0,92%       | Suplente      |
| 45111 | Cristiano da Silva            | PSDB             | 958           | 0,92%       | Suplente      |
| 15200 | Marcão da Saúde do Povo       | MDB              | 938           | 0,90%       | Suplente      |
| 15700 | Fábio Leite                   | MDB              | 931           | 0,89%       | Suplente      |
| 51888 | Doutor Marcos Garrido         | Patriota         | 901           | 0,86%       | Eleito(a)     |
| 50123 | Marcelo Roldan                | PSOL             | 899           | 0,86%       | Não eleito(a) |
| 13613 | Fabi Virgílio                 | PT               | 867           | 0,83%       | Eleito(a)     |
| 15190 | Tenente Santana               | MDB              | 836           | 0,80%       | Suplente      |
| 28007 | Delegado Elton Negrini        | PRTB             | 821           | 0,79%       | Não eleito(a) |
| 15000 | Elias Chediek                 | MDB              | 816           | 0,78%       | Suplente      |
| 51500 | Delmiran Enfermeiro           | Patriota         | 815           | 0,78%       | Suplente      |
| 10333 | Doutora Jessyca Alencar       | Republicanos     | 804           | 0,77%       | Suplente      |
| 28028 | Doutor Lelo                   | PRTB             | 801           | 0,77%       | Não eleito(a) |
| 13777 | Alcindo Sabino                | PT               | 762           | 0,73%       | Suplente      |
| 51051 | Paulo Marques                 | Patriota         | 711           | 0,68%       | Suplente      |
| 13630 | Pedro Inforsato               | PT               | 697           | 0,67%       | Suplente      |
| 13180 | Steyce Chaves                 | PT               | 676           | 0,65%       | Suplente      |
| 13222 | Flávia Dotoli                 | PT               | 667           | 0,64%       | Suplente      |
| 51333 | Geani Trevisóli               | Patriota         | 659           | 0,63%       | Suplente      |
| 13133 | Toninho do Mel                | PT               | 657           | 0,63%       | Suplente      |
| 51300 | Gilberto Pinheiro             | Patriota         | 631           | 0,61%       | Suplente      |
| 51555 | Vinícius Motta                | Patriota         | 631           | 0,61%       | Suplente      |
| 17123 | Lucas Grecco                  | PSL              | 620           | 0,59%       | Reeleito(a)   |
| 13456 | Silvani Silva                 | PT               | 618           | 0,59%       | Suplente      |
| 15300 | Marcos Daniel                 | MDB              | 615           | 0,59%       | Suplente      |
| 65555 | Pacheco do Selmi Dei          | PCdoB            | 613           | 0,59%       | Suplente      |
| 45043 | Doutor Othon                  | PSDB             | 606           | 0,58%       | Suplente      |
| 19019 | Lineu WL                      | Podemos          | 595           | 0,57%       | Eleito(a)     |